# Isabelle Yacoubou
Isabelle Yacoubou, un temps nommée Isabelle Yacoubou-Dehoui, née le 21 avril 1986 à Godomey au Bénin, est une ancienne joueuse française de basket-ball originaire du Bénin. 
Mesurant 1,90 m (6′ 3″), elle a joué au poste de pivot et est internationale française. Elle remporte la médaille d'argent avec l'Équipe de France lors des Jeux Olympiques de Londres 2012.

## Biographie
Elle connaît une première carrière dans l'athlétisme, où elle pratique le lancer du poids. Elle représente le Bénin lors des Championnats du monde d'athlétisme jeunesse en 2003 et 2005,,. Elle détient le record national de la discipline de 2004 à 2016 (15,25 m).
Elle commence le basket-ball à l'âge de onze ans sur les conseils de son professeur d'EPS. Elle envoie une vidéo de son jeu au club de Tarbes lui faisant part de sa volonté de devenir professionnelle : « C'était un miracle qu'ils acceptent de me former ! Je l'ai fait au culot mais il faut oser dans la vie. » Elle arrive en France à dix-sept ans et est naturalisée trois ans plus tard, tout en gardant la nationalité béninoise. Elle se sent française rappelant « Mon grand-père a fait la guerre pour la France. »
Après avoir conquis le titre national avec Tarbes, elle rejoint le championnat italien et la Famila Schio. Elle remporte le championnat italien après avoir déjà remporté la Coupe d'Italie.
Pour sa première participation à une compétition internationale sous le maillot de l'équipe de France, elle obtient la médaille de bronze lors de l'Euro des moins de 20 ans 2006 de Sopron en Hongrie, médaille qui est complétée sur le plan individuel par le titre de MVP du tournoi. Elle obtient sa première sélection le 11 août 2007 à L'Alpe d'Huez contre la Suède. Elle remporte avec les Bleues le titre européen 2009. Absente du Mondial 2010, elle fait son retour dans la sélection pour l'Euro 2011, où elle contribue au gain d'une médaille de bronze. Lors des Jeux Olympiques de Londres, elle participe au parcours de l'Équipe de France qui va jusqu'à la finale, perdue, contre les États-Unis. Les Françaises remportent la médaille d'argent, la première de leur histoire aux Jeux.
Pour 2011-2012, elle rejoint le club espagnol de Ros Casares Valence, club avec lequel elle remporta le championnat d'Espagne et l'EuroLigue.
Le 11 avril 2012, elle est choisie par l'équipe du Dream d'Atlanta au 32e rang de la Draft WNBA 2012. Toutefois, la franchise a fait une erreur, Isabelle Yacoubou s'avérant inéligible en raison d'une limite d'âge fixée à vingt ans pour sélectionner une joueuse étrangère dans la draft.
Pour 2012-2013, elle signe au Spartak Moscou, club qui atteint la finale à huit de l'EuroLigue et la finale du championnat russe.
Elle se marie en secondes noces en juin 2014, à la suite d'une demande formulée publiquement pendant les Jeux olympiques de 2012. Elle avait rencontré son époux Simone Fulciniti lors de son séjour en Italie en 2010. Ensemble, ils adoptent un enfant béninois.
La saison suivante, elle signe pour le club de Fenerbahçe İstanbul.
Pour 2014-2015, elle est appelée par le club chinois d'Heilongjiang Chenneng à la suite de la blessure de Lauren Jackson. Après un début de saison difficile (1 victoire en 8 matches), elle critique le manque d'engagement des joueuses. Le club se reprend et bat même le leader Pékin. Lors d'une rencontre mi-décembre, le club adverse marque un panier alors que la remise s'effectue avec 0,6 seconde à jouer. Heilongjiang critique cette décision et refuse de disputer la prolongation et dépose réclamation. Le club est alors exclu du championnat, l'entraîneur suspendu deux ans et les joueuses chinoises envoyées en camp militaire. Son contrat caduc, Isabelle quitte le pays. Elle rejoint alors son mari en Italie et son ancien club de Schio, avec lequel elle signe son retour par 23 points à 9/17 et 9 rebonds en 28 minutes en EuroLigue pour une victoire face à Bourges. Elle y remporte la Coupe d'Italie 2015, puis en mai 2015 le championnat italien face à Ragusa. Durant l'été, elle décide d'y prolonger son séjour de deux saisons. Sous la direction de Pierre Vincent, elle est sacrée championne d'Italie avec Schio en 2018 en battant 62-54 Passalacqua Trasporti Ragusa dans le match 5 de la finale des playoffs.
Elle fait l'impasse sur la saison 2018-2019 pour se consacrer à sa famille et signe à Bourges pour les trois saisons suivantes,. Elle éprouve des difficultés à retrouver son niveau de forme à l'automne 2019 jusqu'au diagnostic de la rechute d'une asthénie déjà observée en 2012 à Valence, ce qui conduit le club à engager temporairement la canadienne Natalie Achonwa. Ses problèmes de thyroïde résolus, elle reprend la compétition en septembre 2020 après plus de 300 jours s'absence. Lors de la saison 2021-2022, elle est décisive pour porter Bourges en finale, malgré une saison perturbée par l'éloignement de ses enfants, la maladie de sa mère et la mort subite de son frère.
De retour en 2022 dans son club formateur de Tarbes, elle se blesse en janvier 2024 lors d'un match contre Charleville-Mézières. Le 28 février, le Tarbes GB annonce que Yacoubou arrête sa carrière de joueuse en vue d'intégrer en 2024-2025 l'encadrement du club,.
À l’été 2024, elle intègre en tant qu’assistante l’encadrement de l’Équipe de France féminine des moins de 16 ans disputant l’Euro 2024,.

## Équipe nationale

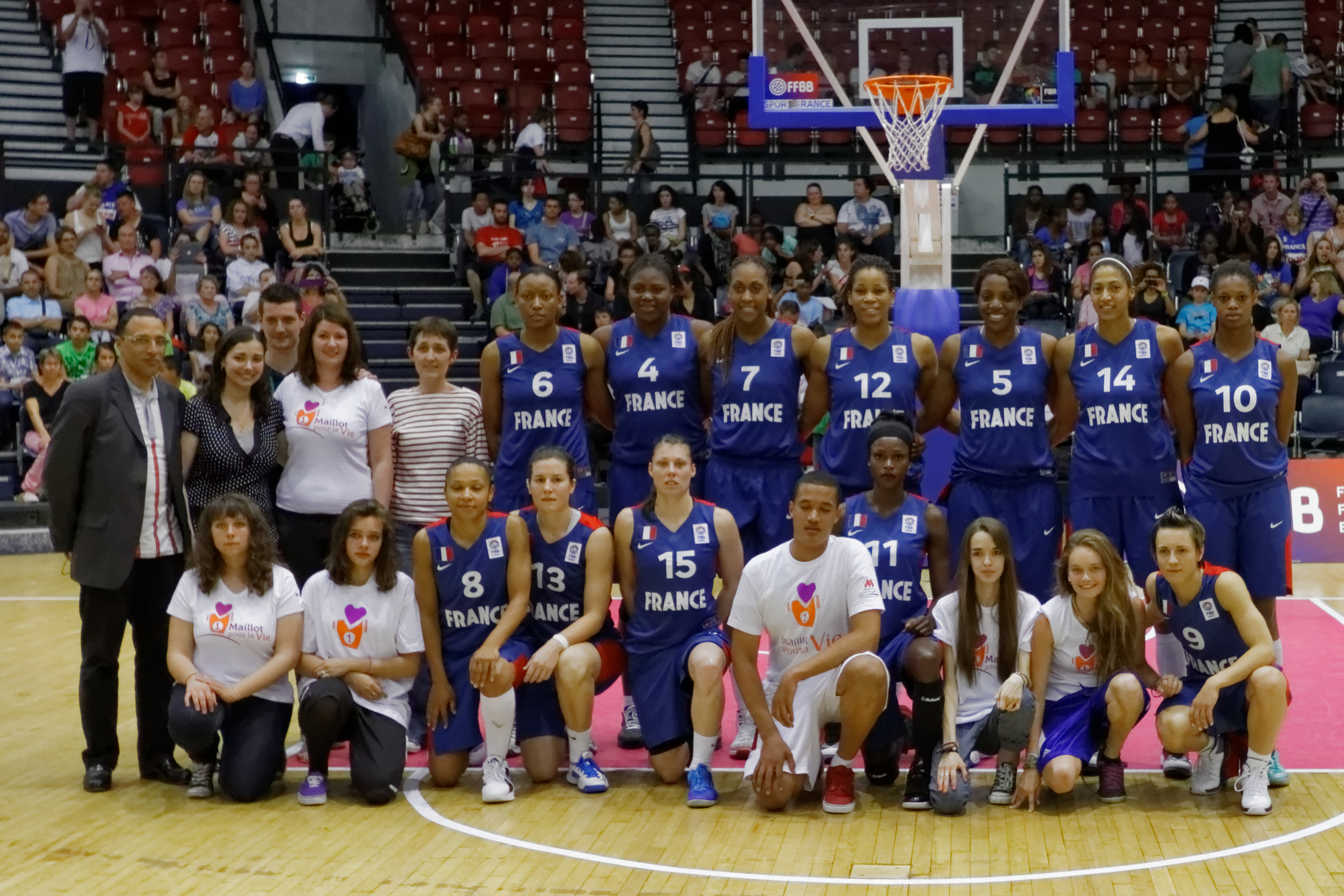
Avant France-Canada.

Elle est vice-championne olympique à Londres en 2012.
En 2015, elle est membre de l'équipe qui atteint la finale de l'Euro 2015 face à la Serbie (68-76).
Après le forfait de Céline Dumerc deux jours avant le début du tournoi, elle hérite du brassard de capitaine de l'équipe de France pour le tournoi olympique à Rio. Elle annonce le 13 octobre 2016 sa retraite internationale: « J'aurai eu l'immense bonheur de porter le maillot bleu à 147 reprises. Il y a pas mal de raisons qui m'ont conduite à prendre cette décision : mes obligations de maman, mon physique particulier qui nécessite parfois des moments de repos plus longs, et puis je laisse aussi la place à une nouvelle génération de filles qui va pouvoir s'aguerrir pendant 4 ans pour viser une belle breloque à Tokyo ». Lors de son assemblée générale en octobre 2016, elle reçoit le Coq d'Or de la Fédération Française de Basketball . Avant la rencontre de qualifications pour l'Euro 2017 du 23 novembre 2016 à Clermont-Ferrand face à la Croatie, elle reçoit un hommage public et un maillot floqué « 147 » faisant référence à ses 147 rencontres internationales.

## Clubs
| Saisons        | Équipe                | Pays    |
| 2000–2003      | Lumière Abomey        | Bénin   |
| 2003–2010      | Tarbes GB             | France  |
| 2010–2011      | Famila Schio          | Italie  |
| 2011–2012      | Ros Casares Valence   | Espagne |
| 2012–2013      | Spartak Moscou        | Russie  |
| 2013–2014      | Fenerbahçe İstanbul   | Turquie |
| 2014–déc. 2014 | Heilongjiang Chenneng | Chine   |
| jan. 2015–2018 | Famila Schio          | Italie  |
| 2019–2022      | Tango Bourges Basket  | France  |
| 2022–2024      | Tarbes GB             | France  |

## Palmarès

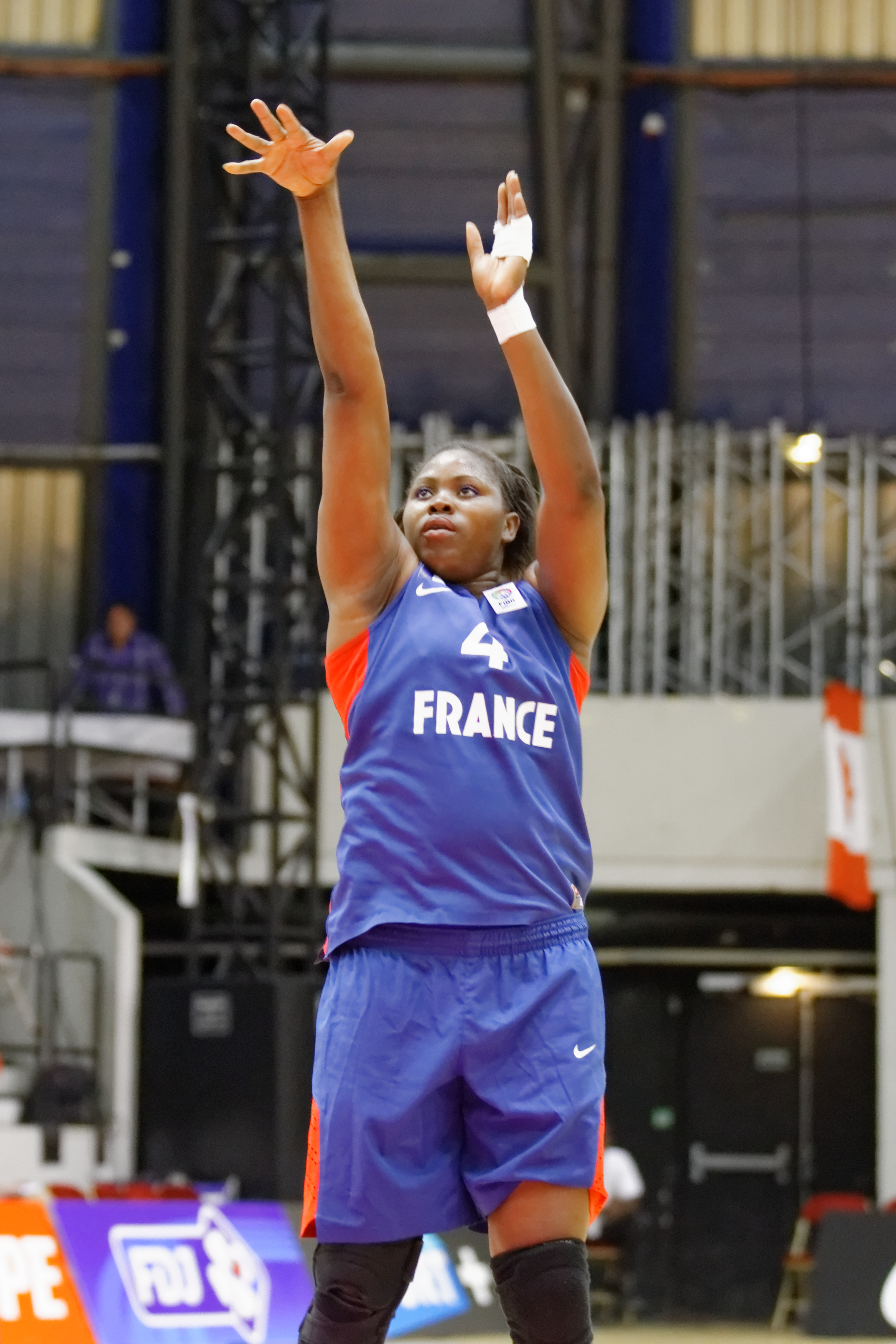
Isabelle Yacoubou sur la ligne des lancers-francs avec l'Équipe de France

### En club

#### Compétitions européennes
- Vainqueure de l’Euroligue : 2012[41]
- Vainqueure de l’Eurocoupe : 2022

#### Compétitions nationales
- Championne de France : saisons 2009-2010 avec Tarbes et 2021-2022 avec Bourges[42]
- Championne d’Italie : 2011, 2015[25], 2016 et 2018
- Championne d’Espagne : 2012
- Vice-championne de Russie : 2013[43]
- Vainqueure de la coupe d’Italie : 2011, 2015, 2017 et 2018 [24]
- Finaliste de la coupe de France : 2009
- Vainqueure de la coupe de France cadettes 2004
- Championne de France NF3 2005 avec le Tarbes GB 2

### En sélection

#### Sénior
- Championne d’Europe au championnat d’Europe 2009 à Rīga (Lettonie)
- Médaille de bronze au championnat d’Europe 2011[44]
- Médaille d’argent aux Jeux olympiques 2012 de Londres
- Médaille d’argent au championnat d’Europe 2013 en France
- Médaille d’argent au championnat d’Europe 2015[36] en Hongrie et Roumanie

#### Jeune
- Championnat d’Europe
  -  3e au championnat d'Europe des 20 ans et moins 2006 en Hongrie

- Championnat du monde
  -  3e au championnat du monde des 21 ans et moins 2007 en Russie

### Record en athlétisme
Elle détient le record du lancer de poids du Bénin de 2004 à 2016 avec 15,04 m. Son record personnel est toutefois est de 15,15 m, record qu'elle a établi ensuite en France.

## Distinctions personnelles

### Récompenses décernées par des organismes du basket-ball
- Élue meilleure joueuse du championnat d'Europe des 20 ans et moins 2006
- Élue meilleure joueuse française du championnat de France 2009 et 2010.
- MVP de la finale de LFB : saison 2009-2010
- Élue dans le meilleur cinq de l'Euro 2013[45]
- MVP du championnat d'Italie 2018
- MVP coupe d'Italie 2018
- Cinq Majeur LFB : saison 2022-2023[46].

## Images

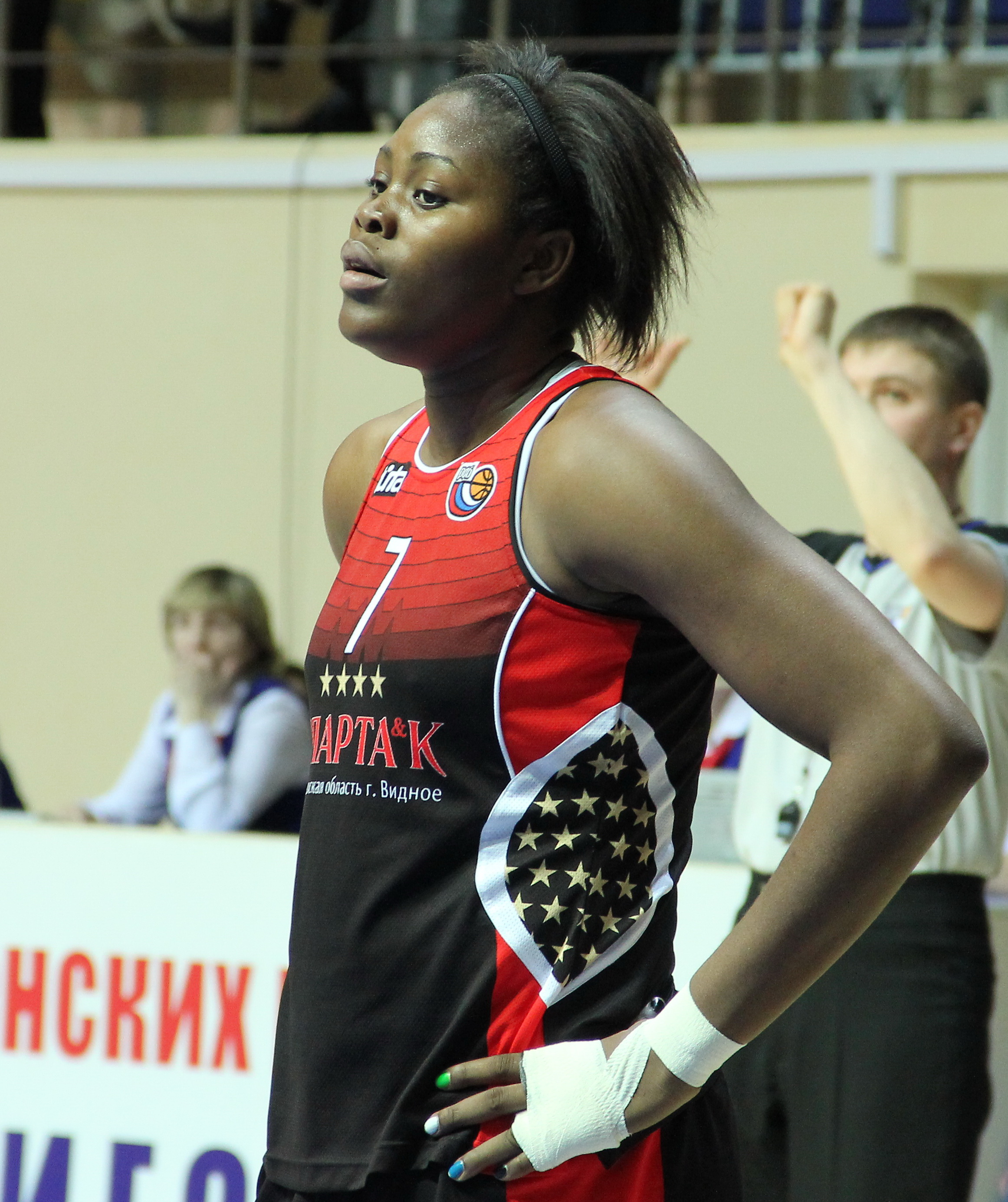
Isabelle Yacoubou.

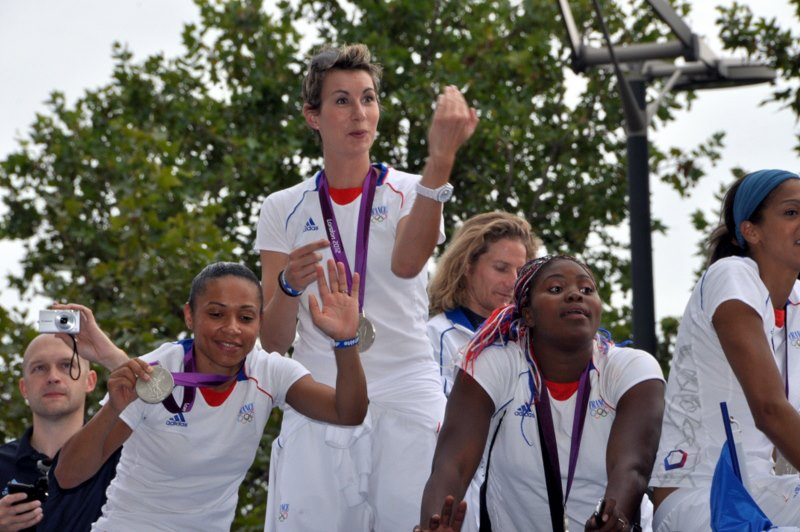
Défilé médaillés, Isabelle Yacoubou.

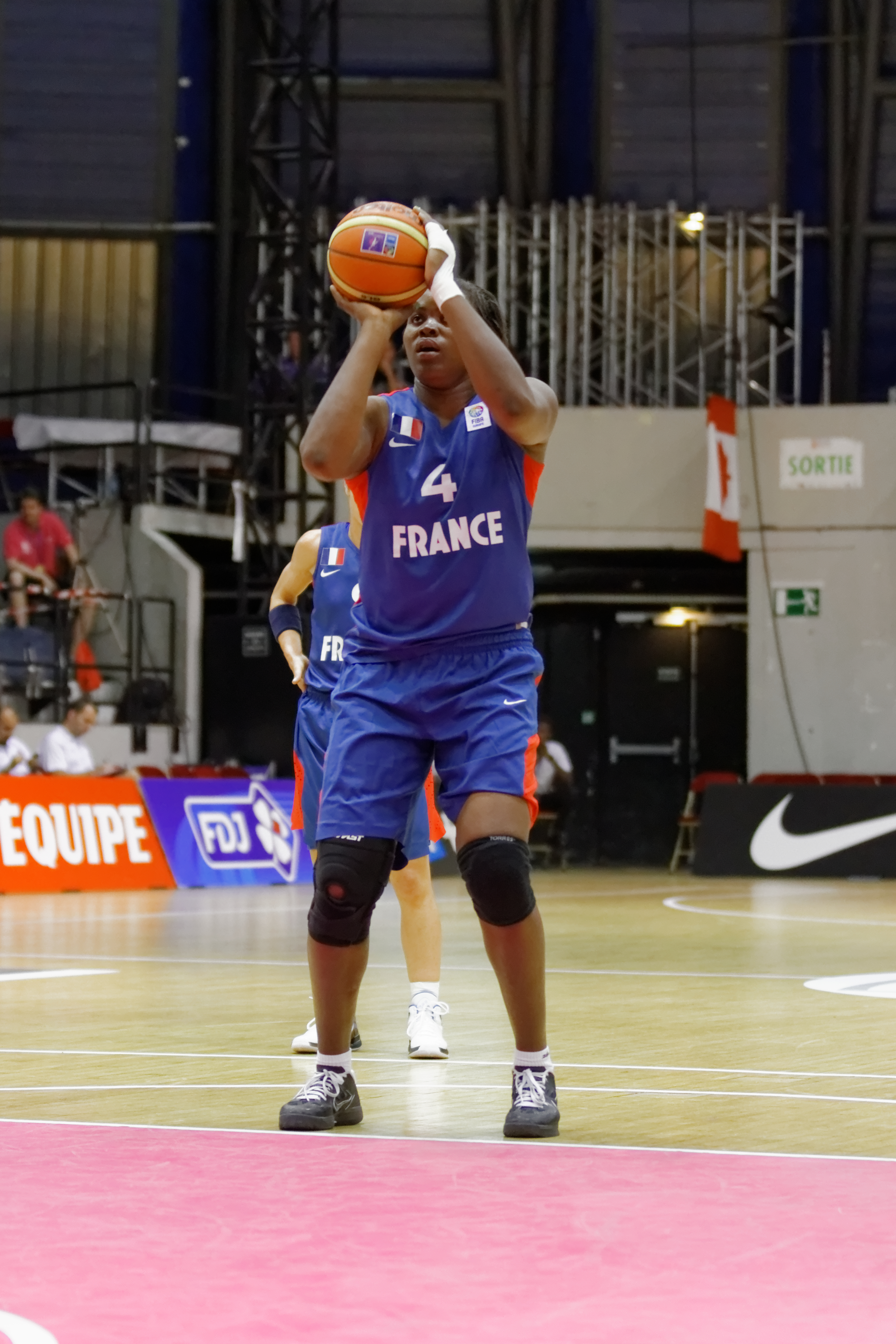
France-Canada

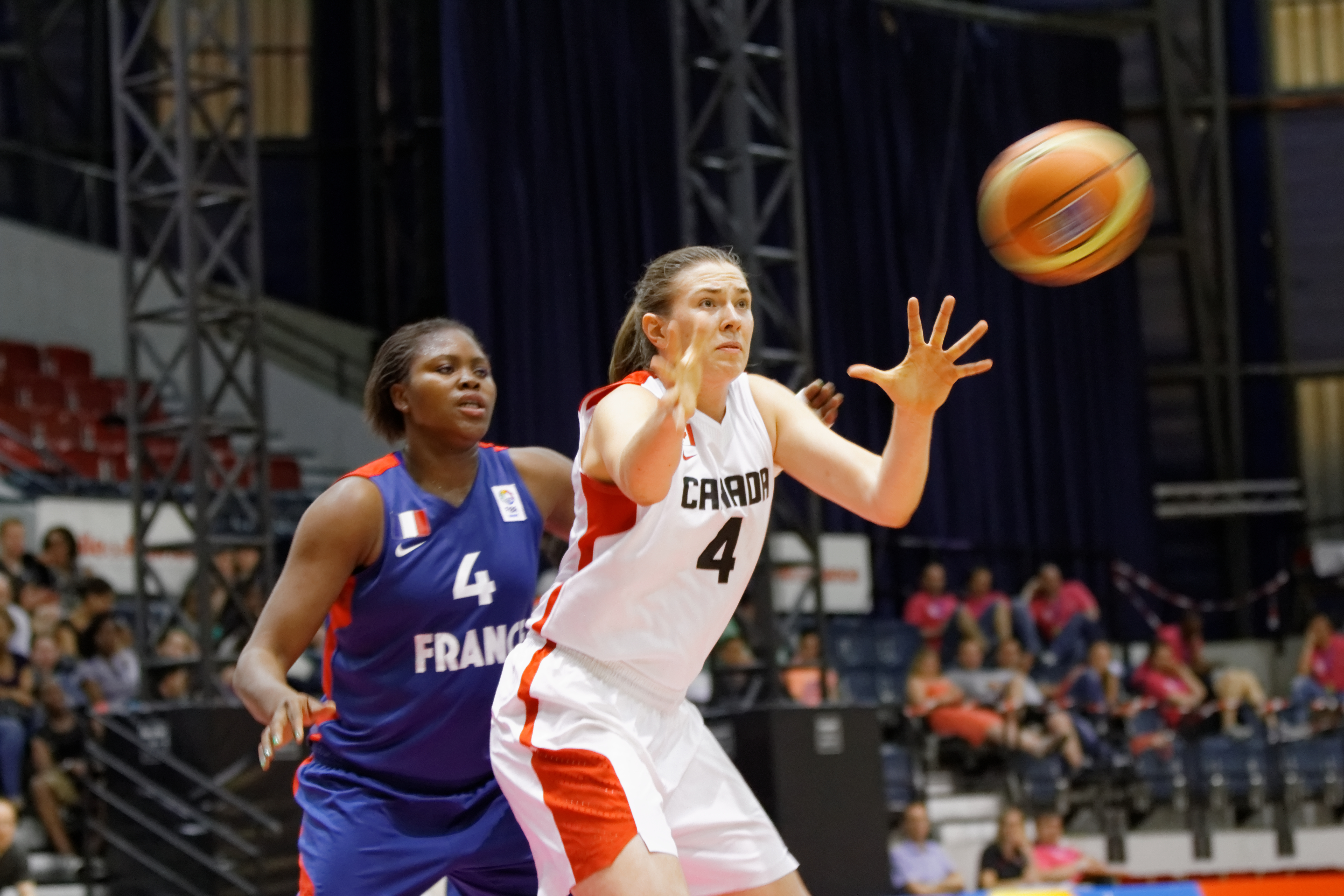
Isabelle Yacoubou en défense.

### Décorations civiles
- Chevalier de l'ordre national du Mérite (décret du 31 décembre 2012)[47]